# Восход (Владимирская область)
Восход — посёлок в Ковровском районе Владимирской области, входит в состав Ивановского сельского поселения.

## География
Посёлок расположен в 13 км на юг от центра поселения села Иваново и в 37 км на юг от Коврова, ж/д станция Восход на линии Ковров — Муром.

## История
После Великой Отечественной войны посёлок входил в состав Аксенихского сельсовета Никологорского района, с 1959 года — в составе Ивановского сельсовета Ковровского района, с 2005 года — в составе Ивановского сельского поселения. 

## Население
| 2002 | 2010 | 2021 |
| ---- | ---- | ---- |
| 445  | ↘304 | ↘293 |

## Инфраструктура
В посёлке находятся фельдшерско-акушерский пункт, отделение федеральной почтовой связи.